# ثقب الأنف
ثقب الأنف هو ثقب للجلد أو الغضروف الذي يشكل أي جزء من الأنف.ثقب المنخر هو أكثر أنواع ثقب الأنف شيوعاً.
ثقب الأنف هو ممارسة لثقب الجسم لغرض ارتداء المجوهرات، مثل ثقب الأذن الذي يرتبط بشكل أساسي وأبرز بالثقافة والأزياء الهندية منذ العصور الكلاسيكية، وينتشر بشكل شائع في الهند، باكستان، بنغلاديش، سريلانكا، نيبال، جنوب وجنوب شرق آسيا وأوروبا، ولا سيما بولندا.ثقب الأنف هو أيضًا جزء من ثقافة التقليدية لسكان أستراليا الأصليون.